# Canalul Giudecca

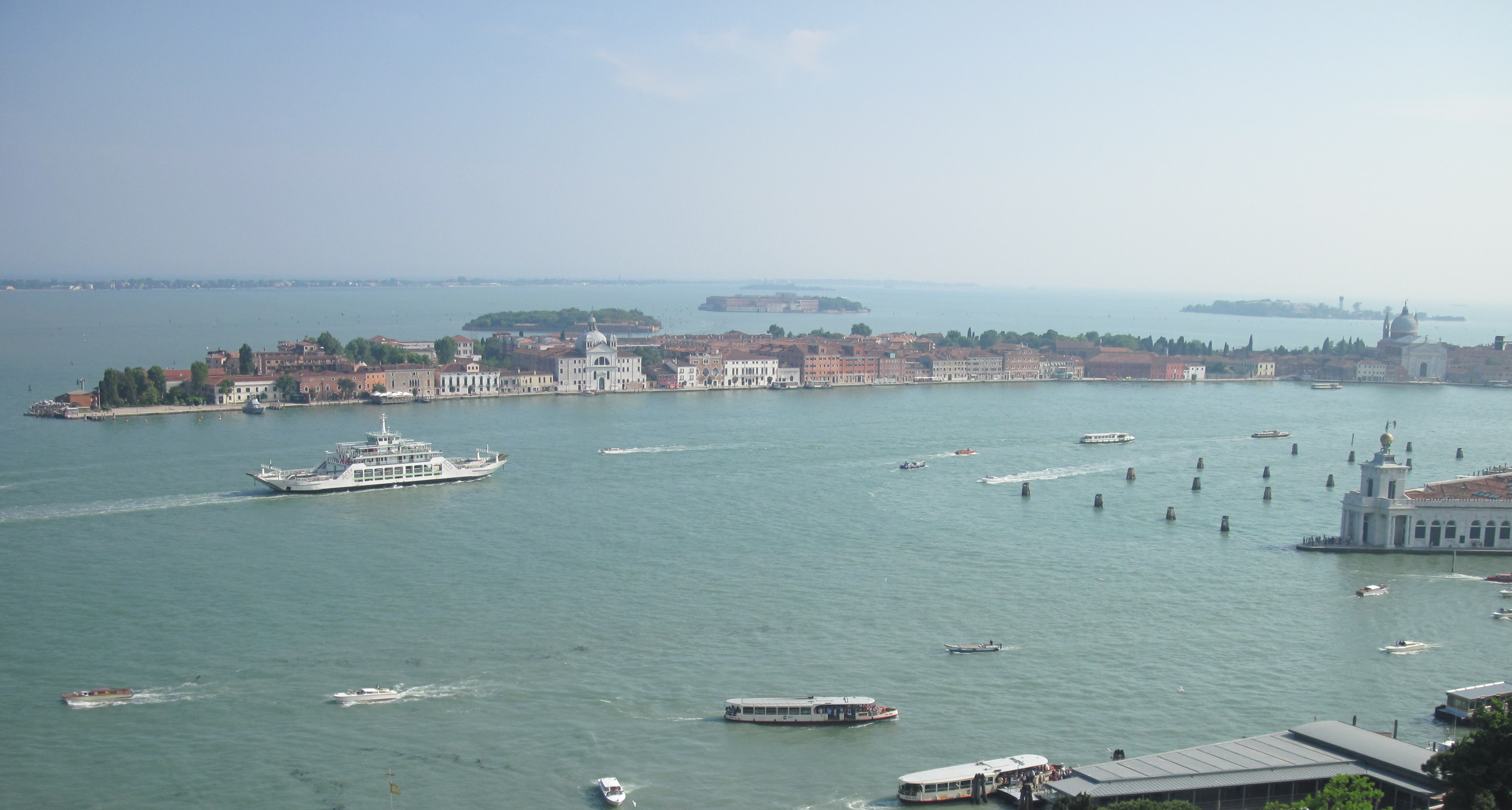
Ambarcațiuni circulând pe Canalul Giudecca (în fundal), Canal Grande întâlnește Giudecca (în prim-plan, dreapta)

Canalul Giudecca este un curs de apă din Bazinul San Marco al Lagunei Venețiene. Este unul dintre cele mai importante canale din oraș. El separă insula Giudecca de districtul Dorsoduro.
Printre clădirile importante de pe partea canalului înspre insula Giudecca se află Molino Stucky, Le Zitelle și Il Redentore, iar pe partea dinspre Dorsoduro: Bazilica Santa Maria della Salute, Punta della Dogana (unde Canal Grande întâlnește Canalul Giudecca) și Gesuati.